# Orizzontalismo
L'Orizzontalismo o Orizzontalità è una forma di relazione sociale che punta alla creazione, allo sviluppo e al mantenimento di strutture sociali per una gestione egualitaria del potere. Tali strutture e relazioni sono il risultato di un'autogestione dinamica, che richiede partecipazione e scambi continui tra gli individui, al fine di soddisfare la gran parte dei desideri della collettività.

## Ideologia
L'Orizzontalismo si configura come una variante nazionale Argentina delle idee collettivistiche sull'idea di gestione partecipata del potere. In particolare, il termine "Horizontalidad" è stato attribuito ai movimenti radicali Argentini nati dopo la crisi economica del 2001. Il termine "orizzontali" fu usato per la prima volta al "Forum Sociale Europeo per l'Anti-globalizzazione" nel 2004 per descrivere coloro i quali "aspirano a relazioni aperte tra i cittadini, le cui opinioni formano le basi di ogni decisione", in contrasto con i fautori di forme di democrazia rappresentativa.
Il concetto è strettamente legato alle teorie del Comunismo Anarchico, al Titoismo, al Marxismo Autonomista e a quelle dell'Economia Partecipata.